# Engyum virgulatum
Engyum virgulatum là một loài bọ cánh cứng trong họ Cerambycidae.